# Askizu
Askizu es una entidad de población española del municipio de Guetaria, perteneciente a la provincia de Guipúzcoa, en la comunidad autónoma del País Vasco.

## Toponimia
El lugar puede aparecer referido como «Askizu» y «Asquizu».

## Historia
Hacia mediados del siglo XIX, el lugar, ya por entonces perteneciente a Guetaria, tenía contabilizada una población de 1284 habitantes. Aparece descrito en el tercer volumen del Diccionario geográfico-estadístico-histórico de España y sus posesiones de Ultramar de Pascual Madoz con las siguientes palabras:

ASQUIZU: anteigl. en la prov. de Guipuzcoa (5 leg. á Tolosa), dióc. de Pamplona (15), part. jud. de Azpeitia (3): es uno de los barrios de Guetaria (V.): sit. á la der. del r. Urola é inmediato á la confluencia de este en el mar cantábrico: tiene igl. parr. (San Martin) hijuela de San Salvador de Guetaria, servida por el beneficiado mas moderno de su cabildo. El terreno y prod. (V. en la matriz): pobl.: 210 vec.; 1,284 almas.
(Madoz, 1846, p. 47)

En 2022, tenía empadronados 102 habitantes.